# Lobectomie
Une lobectomie est un terme médical désignant l'ablation par voie chirurgicale d’un lobe d’organe comme le poumon, le foie, le cerveau, la glande thyroïde. Les indications de ces opérations sont le plus souvent liées à des cancers, des kystes ou tumeurs bénignes ou plus rarement des maladies infectieuses (en particulier pour les indications pulmonaires ou hépatiques). 
Le patient ayant subi ce type de chirurgie est dit « lobectomisé » à ne pas confondre avec lobotomisé.

## Différentes lobectomies d'organe
Les lobectomies hépatiques peuvent concerner les segments IV à VIII, on parle alors de lobectomie droite, soit environ 80 % du volume hépatique total, ou les segments II et III et on parle alors de lobectomie gauche qui enlève soit environ 20 % du volume hépatique total. Une lobectomie hépatique peut être réalisée chez un sujet en bonne santé dans le cadre d'un don d'organe en vue de greffe.
Les lobectomies thyroïdiennes, gauche ou droite sont souvent accompagnées de l'ablation concomitante de l'isthme on parle alors de lobo-isthmectomie.
Les lobectomies pulmonaires peuvent emporter un ou deux lobes sur les cinq que compte l'être humain : trois à droite et deux à gauche. En effet à droite, il est possible de réaliser une bilobectomie sans enlever la totalité du poumon.
Dans le traitement de certaines formes d'épilepsies résistantes aux traitements médicamenteux, un traitement chirurgical consistant à l'ablation d'un lobe du cerveau peut être réalisé avec peu ou pas de séquelles intellectuelles.

## Patients célèbres
Le Pape François a subi dans sa jeunesse une lobectomie du poumon droit à la suite d'une infection.